# Stillwater County
Stillwater County is een county in de Amerikaanse staat Montana.
De county heeft een landoppervlakte van 4.649 km² en telt 8.195 inwoners (volkstelling 2000). De hoofdplaats is Columbus.